# حارة بيت الحمزي - الضيعة (صنعاء همدان)
حارة بيت الحمزي - الضيعة هي إحدى حارات حي وسط ضلاع بضواحي صنعاء مديرية همدان، بلغ تعداد سكانها 94 نسمة حسب تعداد اليمن لعام 2004.